# Teli
För andra betydelser, se Teli (olika betydelser).

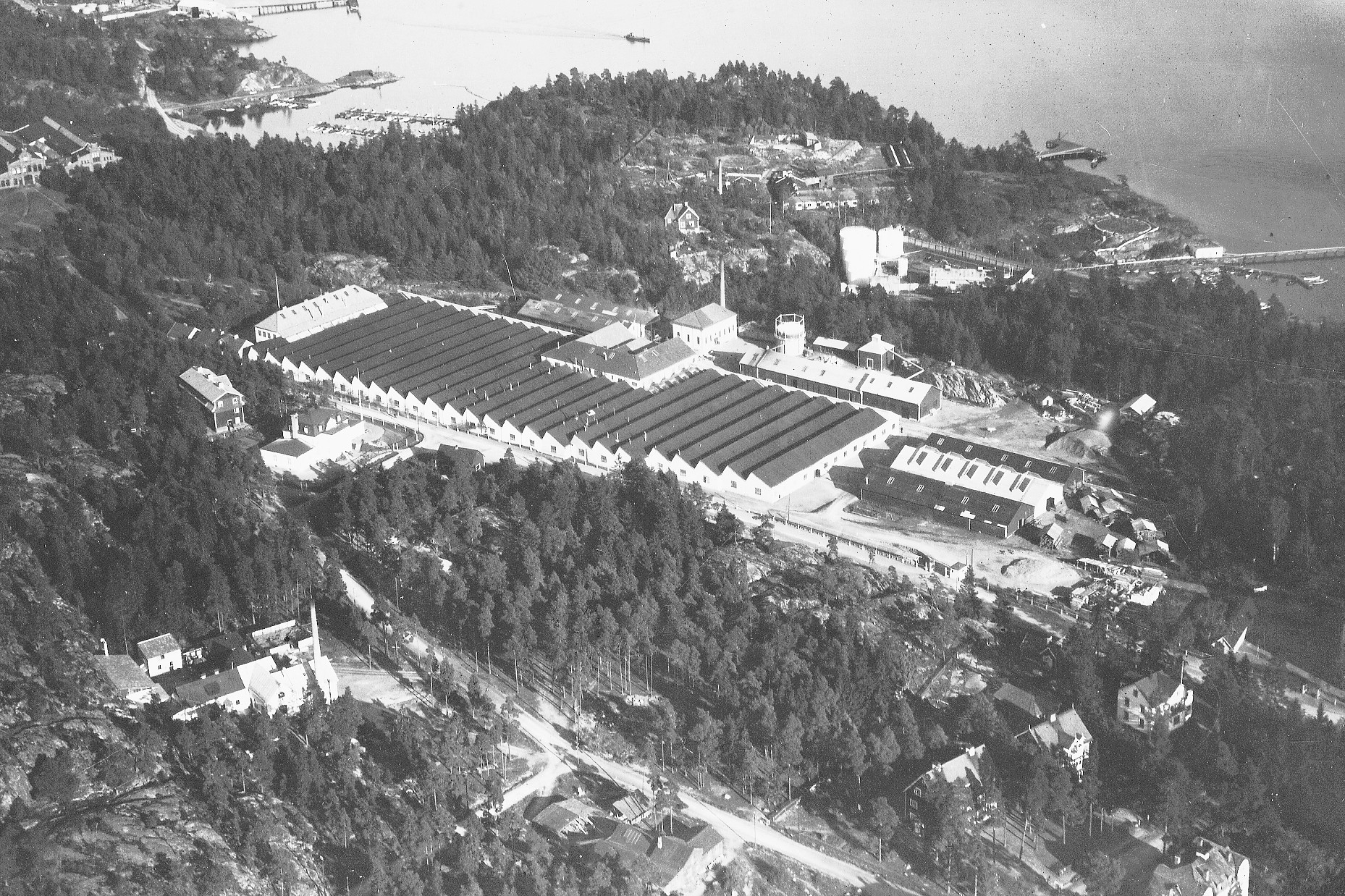
Televerkets fabrik i Nynäshamn omkring 1930/1940-tal.

Teli (Teleindustrier AB), före detta Televerkstaden och Telegrafverkets industridivision, var Televerkets egen tillverkningsindustri. Teli försörjde under 102 år televerket med telefonapparater och telestationsutrustning för det publika telenätet, både koordinatväljarstationer och digitala telestationer, samt privata abonnentväxlar.
Den första verkstaden anlades 1891 av Telegrafverket vid Fiskargatan i Stockholm, men flyttades 1913, efter riksdagsbeslut, till nya moderna lokaler i den då unga staden Nynäshamn då verksamheten växt ur lokalerna i Stockholm.
År 1940 utvidgades verksamheten med filial i Vänersborg, 1941 med en reparationsverkstad i Göteborg och 1949 med en filial i Sundsvall, där telefonapparater tillverkades fram till nedläggningen 1989. Även i Kristinehamn och Skellefteå startades verkstäder. 
Sedan 1918 hade Televerket/Teli och Allmänna telefonaktiebolaget LM Ericsson samarbete i produktutvecklingsfrågor. Från 1970 i det gemensamma bolaget Ellemtel Utvecklings AB.
1993 sålde Telia Teli till Ericsson och Ericsson tog därmed över 5 bolag med 1350 anställda.

### Fotnoter
1. ↑  ”ERICSSON REVIEW nr 4 1981, sid.159, 164”. Arkiverad från originalet den 19 september 2013. https://web.archive.org/web/20130919060936/http://ericssonhistory.com/Global/Ericsson%20review/Ericsson%20Review.%201981.%20V.58/Ericsson_Review_Vol_58_1981_4.pdf. Läst 3 januari 2012.
2. ↑  Folkbiblioteken i Göteborg: Teli Arkiverad 6 december 2018 hämtat från the Wayback Machine.
3. ↑   Årsredovisning 1993. Ericsson. sid. 20. https://www.ericsson.com/498b48/assets/local/investors/documents/financial-reports-and-filings/annual-reports/annualreport_1993_se.pdf. Läst 25 september 2019.